# Mevalonatkinase
Die Mevalonatkinase (MK) ist das Enzym, das in Eukaryoten die Phosphorylierung von Mevalonat katalysiert, ein Teilschritt bei der Biosynthese der Isoprenoide. MK ist im Zytosol der Peroxisomen lokalisiert. Beim Menschen können Mutationen im MVK-Gen zu erblichem Mevalonatkinase-Mangel und Hyperimmunglobulinämie vom Typ D führen.

## Katalysierte Reaktion
+ ATP ⇔  + ADP
(R)-Mevalonat wird zu 5-Phospho-(R)-mevalonat umgesetzt.